# Olympische Sommerspiele 2012/Badminton (Mixed)
Folgend die Gruppen- und Endrundenspielpläne des Mixeds im Badminton bei den Olympischen Sommerspielen 2012, für welche die Auslosung am 23. Juli 2012 erfolgte.

## Setzliste
| Nr. | Spieler                                       | Erreichte Runde |
| --- | --------------------------------------------- | --------------- |
| 01. | Zhang Nan / Zhao Yunlei                       | Gold            |
| 02. | Xu Chen / Ma Jin                              | Silber          |
| 03. | Tontowi Ahmad / Liliyana Natsir               | 4. Platz        |
| 04. | Joachim Fischer Nielsen / Christinna Pedersen | Bronze          |

## Resultate

### Gruppenphase

#### Gruppe A
| Team                                      | Spiele | gew. | verl. | Sätze gew. | Sätze verl. | Punkte |
| ----------------------------------------- | ------ | ---- | ----- | ---------- | ----------- | ------ |
| Zhang Nan / Zhao Yunlei                   | 3      | 3    | 0     | 6          | 0           | 3      |
| Michael Fuchs / Birgit Michels            | 3      | 2    | 1     | 4          | 4           | 2      |
| Alexander Nikolajenko / Walerija Sorokina | 3      | 1    | 2     | 3          | 5           | 1      |
| Chris Adcock / Imogen Bankier             | 3      | 0    | 3     | 2          | 6           | 0      |

| Team 1                                    | Ergebnis          | Team 2                                    |
| 28. Juli 10:40                            | 28. Juli 10:40    | 28. Juli 10:40                            |
| ----------------------------------------- | ----------------- | ----------------------------------------- |
| Chris Adcock / Imogen Bankier             | 21–14 9–21 18–21  | Alexander Nikolajenko / Walerija Sorokina |
| 28. Juli 19:30                            |                   |                                           |
| Zhang Nan / Zhao Yunlei                   | 21–6 21–7         | Michael Fuchs / Birgit Michels            |
| 29. Juli 09:30                            |                   |                                           |
| Chris Adcock / Imogen Bankier             | 21–11 17–21 14–21 | Michael Fuchs / Birgit Michels            |
| 29. Juli 13:30                            |                   |                                           |
| Zhang Nan / Zhao Yunlei                   | 21–9 21–18        | Alexander Nikolajenko / Walerija Sorokina |
| 30. Juli 19:30                            |                   |                                           |
| Alexander Nikolajenko / Walerija Sorokina | 18-21 -12 19-21   | Michael Fuchs / Birgit Michels            |
| 31. Juli 16:20                            |                   |                                           |
| Zhang Nan / Zhao Yunlei                   | 21–13 21–14       | Chris Adcock / Imogen Bankier             |

#### Gruppe B
| Team                                          | Spiele | gew. | verl. | Sätze gew. | Sätze verl. | Punkte |
| --------------------------------------------- | ------ | ---- | ----- | ---------- | ----------- | ------ |
| Joachim Fischer Nielsen / Christinna Pedersen | 3      | 3    | 0     | 6          | 1           | 3      |
| Robert Mateusiak / Nadieżda Zięba             | 3      | 2    | 1     | 5          | 2           | 2      |
| Shintarō Ikeda / Reiko Shiota                 | 3      | 1    | 2     | 2          | 5           | 1      |
| Toby Ng / Grace Gao                           | 3      | 0    | 3     | 1          | 6           | 0      |

| Team 1                                        | Ergebnis        | Team 2                                 |
| 28. Juli 09:30                                | 28. Juli 09:30  | 28. Juli 09:30                         |
| --------------------------------------------- | --------------- | -------------------------------------- |
| Shintarō Ikeda / Reiko Shiota                 | 18–21 20–22     | Robert Mateusiak / Nadieżda Kostiuczyk |
| 28. Juli 15:19                                |                 |                                        |
| Joachim Fischer Nielsen / Christinna Pedersen | 21–12 21–11     | Toby Ng / Grace Gao                    |
| 29. Juli 21:50                                |                 |                                        |
| Shintarō Ikeda / Reiko Shiota                 | 21–10 11–21 –15 | Toby Ng / Grace Gao                    |
| 30. Juli 10:42                                |                 |                                        |
| Joachim Fischer Nielsen / Christinna Pedersen | 21–9 14–21 –17  | Robert Mateusiak / Nadieżda Kostiuczyk |
| 31. Juli 19:30                                |                 |                                        |
| Joachim Fischer Nielsen / Christinna Pedersen | 21–11 21–10     | Shintarō Ikeda / Reiko Shiota          |
| 31. Juli 20:40                                |                 |                                        |
| Robert Mateusiak / Nadieżda Kostiuczyk        | 21–13 21–16     | Toby Ng / Grace Gao                    |

#### Gruppe C
| Team                                  | Spiele | gew. | verl. | Sätze gew. | Sätze verl. | Punkte |
| ------------------------------------- | ------ | ---- | ----- | ---------- | ----------- | ------ |
| Tontowi Ahmad / Liliyana Natsir       | 3      | 3    | 0     | 6          | 0           | 3      |
| Thomas Laybourn / Kamilla Rytter Juhl | 3      | 2    | 1     | 4          | 2           | 2      |
| Lee Yong-dae / Ha Jung-eun            | 3      | 1    | 2     | 2          | 4           | 1      |
| Valiyaveetil Diju / Jwala Gutta       | 3      | 0    | 3     | 0          | 6           | 0      |

| Team 1                                | Ergebnis       | Team 2                                |
| 28. Juli 08:30                        | 28. Juli 08:30 | 28. Juli 08:30                        |
| ------------------------------------- | -------------- | ------------------------------------- |
| Tontowi Ahmad / Liliyana Natsir       | 21–16 21–12    | Valiyaveetil Diju / Jwala Gutta       |
| 29. Juli 09:07                        |                |                                       |
| Tontowi Ahmad / Liliyana Natsir       | 21–19 21–12    | Lee Yong-dae / Ha Jung-eun            |
| 29. Juli 13:05                        |                |                                       |
| Thomas Laybourn / Kamilla Rytter Juhl | 21–12 21–16    | Valiyaveetil Diju / Jwala Gutta       |
| 30. Juli 12:30                        |                |                                       |
| Thomas Laybourn / Kamilla Rytter Juhl | 21–15 21–12    | Lee Yong-dae / Ha Jung-eun            |
| 31. Juli 09:42                        |                |                                       |
| Lee Yong-dae / Ha Jung-eun            | 21–15 21–15    | Valiyaveetil Diju / Jwala Gutta       |
| 31. Juli 18:30                        |                |                                       |
| Tontowi Ahmad / Liliyana Natsir       | 24–22 21–16    | Thomas Laybourn / Kamilla Rytter Juhl |

#### Gruppe D
| Team                                      | Spiele | gew. | verl. | Sätze gew. | Sätze verl. | Punkte |
| ----------------------------------------- | ------ | ---- | ----- | ---------- | ----------- | ------ |
| Xu Chen / Ma Jin                          | 3      | 3    | 0     | 6          | 0           | 3      |
| Sudket Prapakamol / Saralee Thungthongkam | 3      | 2    | 1     | 4          | 2           | 2      |
| Chen Hung-ling / Cheng Wen-hsing          | 3      | 1    | 2     | 2          | 5           | 1      |
| Chan Peng Soon / Goh Liu Ying             | 3      | 0    | 3     | 1          | 6           | 0      |

| Team 1                                    | Ergebnis       | Team 2                                    |
| 28. Juli 12:30                            | 28. Juli 12:30 | 28. Juli 12:30                            |
| ----------------------------------------- | -------------- | ----------------------------------------- |
| Chan Peng Soon / Goh Liu Ying             | 12-21 -6 15-21 | Chen Hung-ling / Cheng Wen-hsing          |
| 29. Juli 12:30                            |                |                                           |
| Sudket Prapakamol / Saralee Thungthongkam | 21-15 21-16    | Chen Hung-ling / Cheng Wen-hsing          |
| 29. Juli 19:09                            |                |                                           |
| Xu Chen / Ma Jin                          | 21–14 21–8     | Chan Peng Soon / Goh Liu Ying             |
| 30. Juli 13:40                            |                |                                           |
| Xu Chen / Ma Jin                          | 21–19 21–12    | Sudket Prapakamol / Saralee Thungthongkam |
| 31. Juli 12:30                            |                |                                           |
| Sudket Prapakamol / Saralee Thungthongkam | 21–16 21–15    | Chan Peng Soon / Goh Liu Ying             |
| 31. Juli 19:40                            |                |                                           |
| Xu Chen / Ma Jin                          | 21–16 21–20    | Chen Hung-ling / Cheng Wen-hsing          |

### Finalrunde
|  | Viertelfinale | Viertelfinale                           | Viertelfinale                               | Viertelfinale | Viertelfinale |    |                                             | Halbfinale | Halbfinale       | Halbfinale       | Halbfinale       | Halbfinale       |                  |    | Finale                | Finale                                      | Finale | Finale | Finale |
|  |               |                                         |                                             |               |               |    |                                             |            |                  |                  |                  |                  |                  |    |                       |                                             |        |        |        |
|  | A1            | Zhang Nan Zhao Yunlei                   | 21                                          | 21            |               |    |                                             |            |                  |                  |                  |                  |                  |    |                       |                                             |        |        |        |
|  | C2            | Thomas Laybourn Kamilla Rytter Juhl     | 13                                          | 17            |               |    |                                             |            |                  |                  |                  |                  |                  |    |                       |                                             |        |        |        |
|  | C2            | Thomas Laybourn Kamilla Rytter Juhl     | 13                                          | 17            |               | A1 | Zhang Nan Zhao Yunlei                       | 17         | 21               | 21               |                  |                  |                  |    |                       |                                             |        |        |        |
|  |               |                                         |                                             |               |               | A1 | Zhang Nan Zhao Yunlei                       | 17         | 21               | 21               |                  |                  |                  |    |                       |                                             |        |        |        |
|  |               | B1                                      | Joachim Fischer Nielsen Christinna Pedersen | 21            | 17            | 19 |                                             |            |                  |                  |                  |                  |                  |    |                       |                                             |        |        |        |
|  | B1            | B1                                      | Joachim Fischer Nielsen Christinna Pedersen | 21            | 17            | 19 | Joachim Fischer Nielsen Christinna Pedersen | 21         | 21               |                  |                  |                  |                  |    |                       |                                             |        |        |        |
|  | B1            |                                         |                                             |               |               |    |                                             | 21         | 21               |                  |                  |                  |                  |    |                       |                                             |        |        |        |
|  | D2            | Sudket Prapakamol Saralee Thungthongkam | 15                                          | 13            |               |    |                                             |            |                  |                  |                  |                  |                  |    |                       |                                             |        |        |        |
|  |               |                                         |                                             |               |               |    |                                             |            |                  |                  |                  |                  |                  | A1 | Zhang Nan Zhao Yunlei | 21                                          | 21     |        |        |
|  |               | D1                                      | Xu Chen Ma Jin                              | 11            | 17            |    |                                             |            |                  |                  |                  |                  |                  |    |                       |                                             |        |        |        |
|  | A2            | Michael Fuchs Birgit Michels            | 15                                          | 9             |               |    |                                             |            |                  |                  |                  |                  |                  |    |                       |                                             |        |        |        |
|  | C1            | Tontowi Ahmad Liliyana Natsir           | 21                                          | 21            |               |    |                                             |            |                  |                  |                  |                  |                  |    |                       |                                             |        |        |        |
|  | C1            | Tontowi Ahmad Liliyana Natsir           | 21                                          | 21            |               | C1 | Tontowi Ahmad Liliyana Natsir               | 23         | 18               | 13               |                  |                  |                  |    |                       |                                             |        |        |        |
|  |               |                                         |                                             |               |               | C1 | Tontowi Ahmad Liliyana Natsir               | 23         | 18               | 13               |                  |                  |                  |    |                       |                                             |        |        |        |
|  |               | D1                                      | Xu Chen Ma Jin                              | 21            | 21            | 21 |                                             |            | Spiel um Platz 3 | Spiel um Platz 3 | Spiel um Platz 3 | Spiel um Platz 3 | Spiel um Platz 3 |    |                       |                                             |        |        |        |
|  | B2            | D1                                      | Xu Chen Ma Jin                              | 21            | 21            | 21 | Robert Mateusiak Nadieżda Zięba             | 21         | Spiel um Platz 3 | Spiel um Platz 3 | Spiel um Platz 3 | Spiel um Platz 3 | Spiel um Platz 3 | 16 | 21                    |                                             |        |        |        |
|  | B2            |                                         |                                             |               |               |    |                                             |            |                  |                  |                  |                  |                  |    | 21                    |                                             |        |        |        |
|  | D1            | Xu Chen Ma Jin                          | 19                                          | 21            | 23            |    |                                             |            |                  |                  |                  |                  |                  |    | B1                    | Joachim Fischer Nielsen Christinna Pedersen | 21     | 21     |        |
|  |               |                                         |                                             |               |               |    |                                             |            |                  |                  |                  |                  |                  |    | C1                    | Tontowi Ahmad Liliyana Natsir               | 12     | 12     |        |